# Encarsia levadicola
Encarsia levadicola is een vliesvleugelig insect uit de familie Aphelinidae. De wetenschappelijke naam is voor het eerst geldig gepubliceerd in 2003 door Polaszek & Hernández.